# Fliegerführer 200
Fliegerführer 200 war die Bezeichnung einer Dienststellung bzw. einer Kommandobehörde auf Brigadeebene der deutschen Luftwaffe im Zweiten Weltkrieg.

## Geschichte
Die Dienststelle des Fliegerführers 200 wurde am 6. März 1945 in Berlin-Gatow aus dem Stab des Kampfgeschwaders 200 aufgestellt. Sie war der Luftflotte 6 unterstellt und wurde am 8. Mai 1945, nach der bedingungslosen Kapitulation der Wehrmacht, aufgelöst.

## Fliegerführer
| Dienstgrad | Name            | Datum                        |
| ---------- | --------------- | ---------------------------- |
| Oberst     | Werner Baumbach | 6. März 1945 bis 8. Mai 1945 |

## Unterstellung
| Unterstellung | von          | bis         |
| ------------- | ------------ | ----------- |
| Luftflotte 6  | 6. März 1945 | 8. Mai 1945 |